# Andri Rybachok
Andri Rybachok (en ucraniano: Андрій Рибачок; 11 de noviembre de 1994) es un deportista ucraniano que compite en piragüismo en la modalidad de aguas tranquilas.
Ganó cuatro medallas en el Campeonato Mundial de Piragüismo entre los años 2018 y 2023, y tres medallas en el Campeonato Europeo de Piragüismo entre los años 2018 y 2025.
En los Juegos Europeos de Minsk 2019 obtuvo una medalla de plata en la prueba de C2 1000 m.

## Palmarés internacional
| Campeonato Mundial | Campeonato Mundial          | Campeonato Mundial | Campeonato Mundial |
| Año                | Lugar                       | Medalla            | Competición        |
| ------------------ | --------------------------- | ------------------ | ------------------ |
| 2018               | Montemor-o-Velho (Portugal) | Medalla de plata   | C4 500 m           |
| 2021               | Copenhague (Dinamarca)      | Medalla de oro     | C4 500 m           |
| 2022               | Halifax (Canadá)            | Medalla de bronce  | C4 500 m           |
| 2023               | Duisburgo (Alemania)        | Medalla de bronce  | C4 500 m           |
| Juegos Europeos    |                             |                    |                    |
| Año                | Lugar                       | Medalla            | Competición        |
| 2019               | Minsk (Bielorrusia)         | Medalla de plata   | C2 1000 m          |
| Campeonato Europeo |                             |                    |                    |
| Año                | Lugar                       | Medalla            | Competición        |
| 2018               | Belgrado (Serbia)           | Medalla de plata   | C4 500 m           |
| 2021               | Poznań (Polonia)            | Medalla de bronce  | C2 500 m           |
| 2025               | Račice (República Checa)    | Medalla de bronce  | C1 200 m           |